# Georg Leidinger

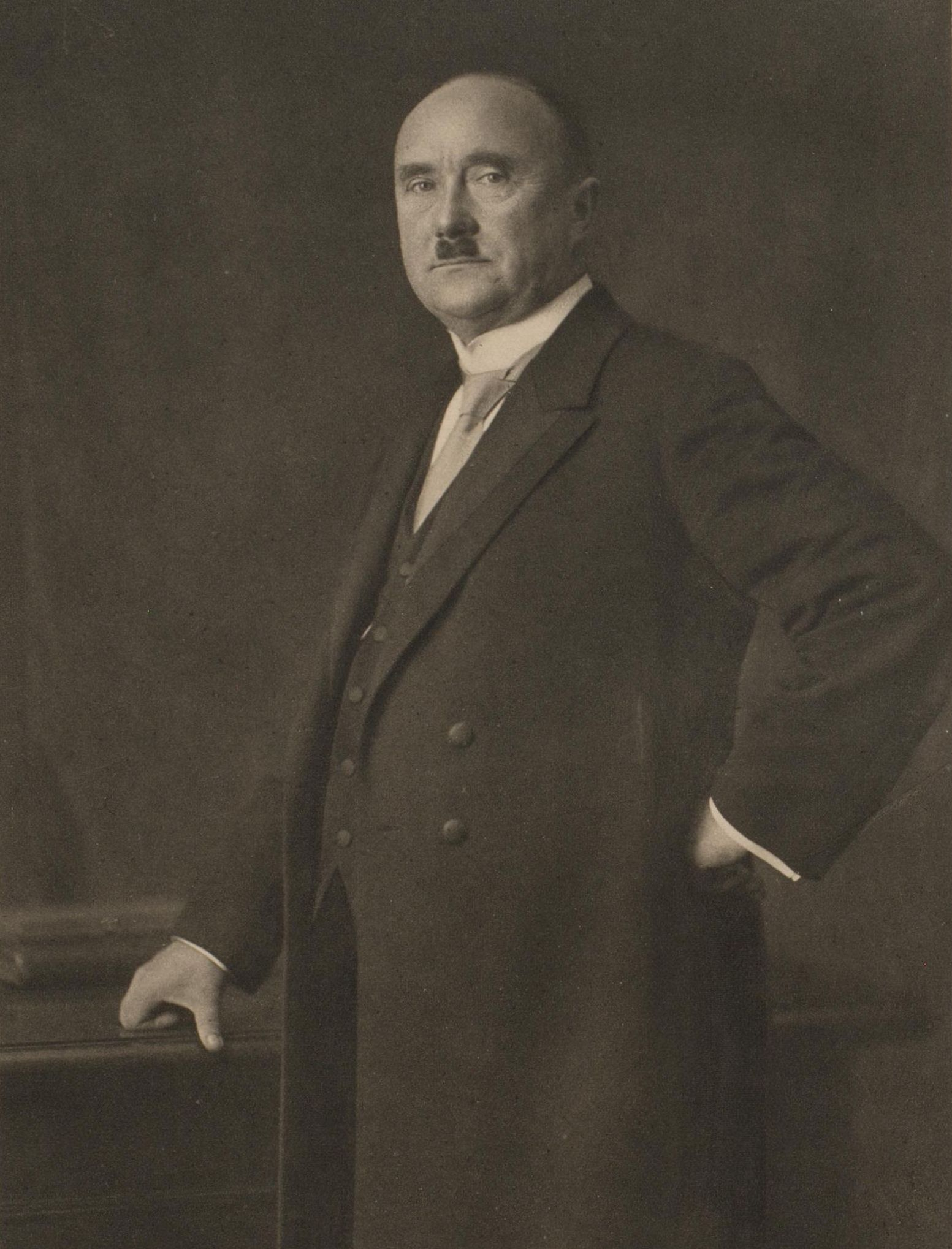
Georg Leidinger, um 1930

Georg Leidinger (* 30. Dezember 1870 in Ansbach; † 9. März 1945 in Marquartstein) war ein deutscher Historiker und Bibliothekar.

## Leben
Georg Leidinger studierte Rechtswissenschaften und Geschichte an der Universität München und wurde dort promoviert mit einer Arbeit über den spätmittelalterlichen bayerischen Chronisten Veit Arnpeck. Während seines Studiums wurde er Mitglied des Akademischen Gesangvereins München. 1893 trat er in die heutige Bayerische Staatsbibliothek ein und wurde zehn Jahre später Leiter der Handschriftenabteilung. Leidinger arbeitete vor allem auf dem Gebiet der mittelalterlichen Quellenkunde und gab die noch heute maßgeblichen Editionen der bayerischen Chronisten Veit Arnpeck und Andreas von Regensburg heraus. 1922 wurde Leidinger Honorarprofessor für Bibliothekswissenschaften an der Universität München und schließlich stellvertretender Generaldirektor an der Bayerischen Staatsbibliothek. Der erhoffte Aufstieg zum Generaldirektor blieb ihm verwehrt. Von 1929 bis zu seinem Tod war er 1. Vorsitzender der Kommission für bayerische Landesgeschichte, zudem war er Mitglied der Bayerischen Akademie der Wissenschaften (ordentliches Mitglied seit 1916) und der Historischen Kommission (ordentliches Mitglied seit 1920). Schriftleiter des Oberbayerischen Archiv war er von 1909 bis 1941.

## Werke (Auswahl)
Bibliographie (bis 1930): Albert Hartmann: Die Schriften Georg Leidingers 1891–1930. In: ders. (Hrsg.): Festschrift für Georg Leidinger, zum 60. Geburtstag am 30. Dez. 1930. Schmidt, München 1930, S. XI.
- Über die Schriften des bayerischen Chronisten Veit Arnpeck: gekrönte Preisschrift. Mehrlich, München 1893 (München, Univ., Diss., 1893).
- Hrsg.: Chronik und Stamm der Pfalzgrafen bei Rhein und Herzoge in Bayern, 1501: die aelteste gedruckte bayerische Chronik, zugl. der aelteste Druck der Stadt Landshut in Bayern. Heitz, Straßburg 1901 (Drucke und Holzschnitte des fünfzehnten und sechzehnten Jahrhunderts in getreuer Nachbildung; 7).
- Hrsg.: Andreas von Regensburg [presb. Ratisbonensis] sämtliche Werke. Rieger, München 1903 (Quellen und Erörterungen zur bayerischen und deutschen Geschichte, N.F.; 1).
- Einzel-Holzschnitte des fünfzehnten Jahrhunderts in der Königlichen Hof- und Staatsbibliothek München. 2 Bde. Heitz, Straßburg 1907–1901 (Einblattdrucke des 15. Jahrhunderts; 10 und 21).
- Geschichte des Akademischen Gesangvereins München 1861–1911. Wolf, München 1911.
- Miniaturen aus Handschriften der Kgl. Hof- und Staatsbibliothek in München, 7 Bde., Reusch, München 1912–1924.
- Verzeichnis der wichtigsten Miniaturen-Handschriften der Kgl. Hof- und Staatsbibliothek München. Riehn & Tietze, München 1912.
- Untersuchungen zur Passauer Geschichtsschreibung des Mittelalters. Verlag der Königlich Bayerischen Akademie der Wissenschaften, München 1915 (Sitzungsberichte der Bayerischen Akademie der Wissenschaften, Philosophisch-Philologische und Historische Klasse; 1915,9).
- Hrsg.: Veit Arnpeck: Sämtliche Chroniken. Rieger, München 1915 (Quellen und Erörterungen zur bayerischen und deutschen Geschichte, N.F.; 3).
- Bernardus Noricus: Untersuchungen zu den Geschichtsquellen von Kremsmünster und Tegernsee. Verlag der Königlich Bayerischen Akademie der Wissenschaften, München 1917 (Sitzungsberichte der Bayerischen Akademie der Wissenschaften, Philosophisch-Philologische und Historische Klasse; 1917,4).
- Hrsg.: Bayerische Chroniken des XIV. Jahrhunderts. Hahn, Hannover 1918 (Monumenta Germaniae historica. Scriptores. 7, Scriptores rerum Germanicarum in usum scholarum separatim editi; 19).
- Hrsg.: Meisterwerke der Buchmalerei: aus Handschriften der Bayerischen Staatsbibliothek München. Schmidt, München 1920.
- Hrsg.: Der Codex aureus der Bayerischen Staatsbibliothek in München: 253 Tafeln in Farbdruck mit Textband (Faksimile Ausgabe). Schmidt, München 1921–1925.
- Die älteste bekannte Abbildung südamerikanischer Indianer. In: Aloys Ruppel (Hrsg.): Gutenberg Festschrift zur Feier des 25jährigen Bestehens des Gutenbergmuseums in Mainz. Gutenberggesellschaft, Mainz 1925, S. 179–181.
- Hrsg.: Johannes Aventinus: Baierische Chronik. Diederich, Jena 1926.
- Münchener Dichter des vierzehnten Jahrhunderts: Festrede, gehalten in der öffentlichen Sitzung der Bayerischen Akademie der Wissenschaften zur Feier des 170. Stiftungstages am 26. Juni 1929. Oldenbourg, München 1930.
- Bruchstücke einer verlorenen Chronik eines unbekannten Regensburger Verfassers des 12. Jahrhunderts. Verlag der Königlich Bayerischen Akademie der Wissenschaften, München 1933 (Sitzungsberichte der Bayerischen Akademie der Wissenschaften, Philosophisch-Historische Abteilung; 1933,1).
- Zur Geschichte der Entstehung von Aventins "Germania illustrata" und dessen "Zeitbuch über ganz Teutschland". Verlag der Königlich Bayerischen Akademie der Wissenschaften, München 1935 (Sitzungsberichte der Bayerischen Akademie der Wissenschaften, Philosophisch-Historische Abteilung; 1935,3).
- Veit Arnpecks "Chronik der Bayern". Verlag der Königlich Bayerischen Akademie der Wissenschaften, München 1936 (Sitzungsberichte der Bayerischen Akademie der Wissenschaften, Philosophisch-Historische Abteilung; 1936,5).
- Hrsg.: Alte Kalenderbilder in farbiger Wiedergabe. 5 Bde., Bruckmann, München 1936–1938.
- Hundert Jahre Historischer Verein von Oberbayern: Festrede, gehalten in der Monatsversammlung des Vereins am 11. Dez. 1937. Verlag des Historischen Vereins von Oberbayern, München 1938 (Oberbayerisches Archiv für vaterländische Geschichte; 75,1).